# Anna Bader
Anna Bader (Mutlangen, 12 de diciembre de 1983) es una deportista alemana que compitió en saltos de gran altura. Ganó una medalla de bronce en el Campeonato Mundial de Natación de 2013, en la prueba de 20 m.

## Palmarés internacional
| Campeonato Mundial | Campeonato Mundial | Campeonato Mundial | Campeonato Mundial |
| Año                | Lugar              | Medalla            | Prueba             |
| ------------------ | ------------------ | ------------------ | ------------------ |
| 2013               | Barcelona (España) | Medalla de bronce  | 20 m               |